# Seychellen-Riesenschildkröten
Seychellen-Riesenschildkröten (Aldabrachelys, Syn.: Dipsochelys) sind eine Gattung der Schildkröten in der Familie der Landschildkröten (Testudinidae). Neuere Untersuchungen weisen der Gattung nur noch eine rezente Art zu, die auf Inseln des Indischen Ozeans beheimatet ist.

## Verbreitung
Riesenschildkröten bewohnten viele der Inseln des westlichen Indischen Ozeans bis zur Mitte des letzten Jahrhunderts. Auf Madagaskar lebten sie bis etwa zum Jahr 1000. Populationen auf den Komoren und Glorieuse sind nur aus fragmentarischen Überresten bekannt, die etwa zwischen 1.100 und 125.000 Jahre alt sind. Auf den Maskarenen waren sie (Gattung: Cylindraspis) ab etwa 1795 ausgestorben. In der Aldabra-Inselgruppe, Farquhar und den Seychellen überlebten sie bis heute. Auf den Seychellen, namentlich der weniger als 1 km² großen Insel Moyenne, findet sich eine der größten zusammenhängenden Populationen.
Nachweislich gab es noch bis ins 18. Jahrhundert auf 20 Inseln vor der ostafrikanischen Küste große Bestände an Riesenschildkröten.
Zu der Frage, warum es Riesenschildkröten gerade auf den abgelegenen und voneinander sehr weit entfernten Inselgruppen (Aldabra-Atoll, Farquhar-Atoll, Seychellen und Galapagos) gibt, existieren zwei Theorien. Nach der einen haben sich kleinere, mit Treibgut angeschwemmte Tiere auf den Inseln zu Riesenformen entwickelt (Obst 1985). Die zweite besagt, dass diese Riesenformen auf den abgeschiedenen Inseln die letzten Überlebenden, möglicherweise sogar Verkleinerungsformen ihrer einst weltweit verbreiteten Arten sind (Pritchard 1996, Caccone 1999).
Tatsächlich ergaben Genanalysen, dass die nächsten Verwandten der Aldabraschildkröte aus Madagaskar stammen und vermutlich von dort aus die Seychellen und die Maskarenen (Mauritius, Réunion, Rodrigués) besiedelt haben.

## Systematik
Einzige rezente Art:

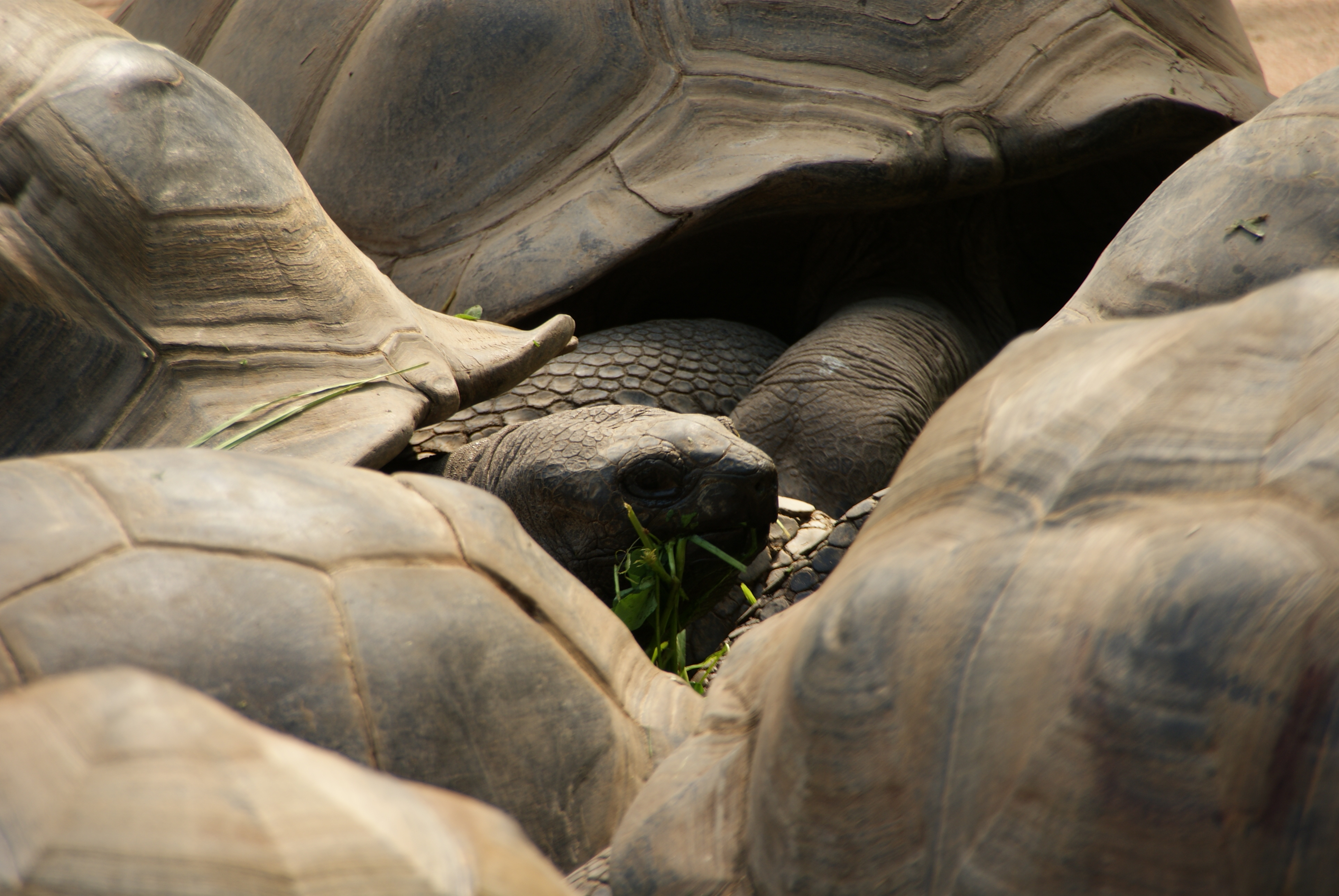
Seychellen-Riesenschildkröten im Tierpark Hellabrunn

- Aldabra-Riesenschildkröte (Aldabrachelys gigantea)[2]

Ausgestorbene Arten:
- Aldabrachelys abrupta † (von Madagaskar, im 10. Jahrhundert ausgestorben)
- Aldabrachelys grandidieri † (von Madagaskar, im 10. Jahrhundert ausgestorben)

## Nachweise